# Fußball-Weltmeisterschaft 1930/Bolivien
Dieser Artikel behandelt die Fußballnationalmannschaft des Andenstaates Bolivien bei der Fußball-Weltmeisterschaft 1930. Alle dreizehn teilnehmenden Mannschaften wurden von Gastgeber Uruguay eingeladen, sodass kein  Teilnehmer Qualifikationsspiele zu bestreiten hatte.

## Aufgebot
| Name                  | Damaliger Verein     | Geburtsdatum  | Sp.      | Tore     | Platzverw. |
| Torhüter              | Torhüter             | Torhüter      | Torhüter | Torhüter | Torhüter   |
| --------------------- | -------------------- | ------------- | -------- | -------- | ---------- |
| Jesús Bermúdez        | Oruro Royal          | 1902          | 2        | 0        | 0          |
| Miguel Murillo        | Club Bolívar         | 24. März 1898 | 0        | 0        | 0          |
| Abwehr                |                      |               |          |          |            |
| Casiano Chavarría     | Calavera La Paz      | 3. Aug. 1901  | 2        | 0        | 0          |
| Segundo Durandal      | Club San José        | 17. März 1912 | 2        | 0        | 0          |
| Luis Reyes            | Universitario La Paz | 5. Juni 1911  | 0        | 0        | 0          |
| Mittelfeld            |                      |               |          |          |            |
| Juan Argote           | Club Bolívar         | 1906          | 1        | 0        | 0          |
| Miguel Brito          | Oruro Royal          | 13. Juni 1901 | 0        | 0        | 0          |
| Diógenes Lara         | Club Bolívar         | 6. Apr. 1903  | 2        | 0        | 0          |
| Constantino Noya      | Oruro Royal          | ?             | 0        | 0        | 0          |
| Renato Sáinz          | The Strongest        | 14. Dez. 1899 | 1        | 0        | 0          |
| Jorge Luis Valderrama | Oruro Royal          | 12. Dez. 1906 | 2        | 0        | 0          |
| Angriff               |                      |               |          |          |            |
| Mario Alborta         | Club Bolívar         | 19. Sep. 1910 | 2        | 0        | 0          |
| José Bustamante       | CD Litoral           | 1907          | 2        | 0        | 0          |
| René Fernández        | Alianza Oruro        | 1906          | 2        | 0        | 0          |
| Gumercindo Gómez      | Oruro Royal          | 21. Jan. 1907 | 1        | 0        | 0          |
| Rafael Méndez         | Universitario La Paz | 1904          | 2        | 0        | 0          |
| Eduardo Reyes Ortíz   | The Strongest        | 1907          | 1        | 0        | 0          |
| Trainer               |                      |               |          |          |            |
| Ulises Saucedo        |                      | 3. März 1896  |          |          |            |

## Turnier

### Vorrunde
| Pl. | Land        | Sp. | S | U | N | Tore    | Diff. | Punkte |
| --- | ----------- | --- | - | - | - | ------- | ----- | ------ |
| 1.  | Jugoslawien | 2   | 2 | 0 | 0 | 006:100 | +5    | 04:0   |
| 2.  | Brasilien   | 2   | 1 | 0 | 1 | 005:200 | +3    | 02:20  |
| 3.  | Bolivien    | 2   | 0 | 0 | 2 | 000:800 | −8    | 0:40   |

|                                                                |   |          |           |
| Do., 17. Juli 1930 um 12:45 Uhr im Estadio Gran Parque Central |   |          |           |
| Jugoslawien                                                    | – | Bolivien | 4:0 (0:0) |
| So., 20. Juli 1930 um 13:00 Uhr im Estadio Centenario          |   |          |           |
| Brasilien                                                      | – | Bolivien | 4:0 (1:0) |

Bolivien hatte in dieser Gruppe mit den starken Gegnern Jugoslawien und Brasilien keine Chance: Beide Spiele gingen deutlich mit 0:4 verloren, Bolivien erzielte kein Tor, und letztlich erreichte Jugoslawien das Halbfinale.